# Iniopterygiformes
Iniopterygiformes — вимерлий ряд хрящових риб підкласу Суцільноголові (Holocephali), який існував від девону до кам'яновугільного періоду (345–280 мільйонів років тому). Найближчі сучасні родичі — химери. Викопні рештки були знайдені у Північній Америці в штатах Монтана, Індіана, Іллінойс і Небраска.

## Опис
Характеризуються великими грудними плавцями, що нагадували крила, і зазубреними кістковими пластинками на голові і щелепах. Iniopterygiformes були невеликими: їх середня довжина — близько 45 см. Подовжені грудні плавці мали зубчики уздовж передньої кромки, які, можливо, виконували певну роль у спарюванні. Вважається, що вони були в змозі переміщати свої грудні плавники у вертикальній площині, «літаючи» через воду так само, як сучасні летючі риби.

## Систематика
Більшість ініоптеригій поміщають у родину Sibyrhinchidae. Ця родина включає Sibyrhinchus denisoni, Inioptera richardsoni і Inioxyele. За іронією долі, Iniopteryx rushlaui, типовий вид, досі не призначений конкретній родині, хоча деякі автори поміщають його у власну монотипічну родину Iniopterygidae. Найближчими сучасними родичами Iniopterygiformes є химероподібні (Chimaeriformes).